# Station Horsley
Horsley is een spoorwegstation van National Rail in East Horsley, Guildford in Engeland. Het station is eigendom van Network Rail en wordt beheerd door South Western Railway. 